# Escola Superior de Comunicação, Administração e Turismo de Mirandela

A Escola Superior de Comunicação, Administração e Turismo de Mirandela é uma escola de ensino superior politécnico portuguesa localizada em Mirandela, integrada no Instituto Politécnico de Bragança.

## História
A Escola nasceu como um pólo da Escola Superior de Tecnologia e de Gestão do Instituto Politécnico de Bragança. Em 1999, este pólo foi transformado em unidade orgânica do Instituto, com a denominação de Escola Superior de Tecnologia e Gestão de Mirandela. A atual denominação foi adotada em 2008.

## Licenciaturas[7]
- Comunicação e Jornalismo
- Design de Jogos Digitais
- Gestão e Administração Pública
- Informática e comunicações
- Marketing
- Multimédia
- Solicitadoria
- Turismo

## Mestrados
- Administração Autárquica
- Marketing Turístico
- Design e Desenvolvimento de Jogos Digitais
- Solicitadoria dos Contratos[8]
- Indústrias Culturais e Criativa (Profissional, 1 ano) em parceria com a ESE

## Cursos Técnicos Superiores Profissionais (CTeSP)
- Administração e Negócios
- Comunicação Digital
- Gestão de Vendas e Marketing
- Informática
- Promoção Turística e Cultural
- Restauração e Inovação Alimentar
- Serviços Jurídicos

## Instalações
Em 28 de janeiro de 2016 foram inauguradas as novas instalações da EsACT.
Atualmente, a EsACT encontra-se concentrada no Campus do Cruzeiro, localizado na Av. 25 de Abril Lote 2, 5370-202 Mirandela.

### Residências universitárias
A EsACT/IPB está a desenvolver dois projetos de alojamento estudantil financiados pelo PRR (Plano de Recuperação e Resiliência), num investimento total de cerca de 5 milhões de euros:
Nova residência universitária - Em construção nas imediações da escola, em terreno cedido pela Câmara Municipal, com capacidade para 120 estudantes e custo de 3,7 milhões de euros. Conclusão prevista para 2025.
Hotel Mira-Tua - Antigo hotel adquirido pelo IPB no centro de Mirandela para requalificação, oferecendo 62 camas adicionais.

### Instalações anteriores
Antes da construção do edifício principal, a EsACT funcionava em instalações provisórias distribuídas por três edifícios cedidos pela autarquia local:
Edifício A - Localizado no centro cultural, albergava os gabinetes dos professores, laboratórios de Multimédia e Redes, sala de estudo (designada por "aquário") e serviços administrativos como secretaria, tesouraria, entre outros. O espólio de recursos bibliotecários estava integrado no funcionamento da biblioteca municipal (no piso superior).
Edifício da antiga PT - Situado junto ao estádio de São Sebastião, constituía o edifício com maior número de salas de aula, distribuídas por três pisos distintos.
Edifício B - Concentra até à atualidade os serviços de apoio, incluindo cantina e sede da Associação de Estudantes. Dispõem também de um gabinete de apoio social do IPB, oferecendo consultas de psicologia e outros serviços de apoio aos estudantes.